# Oxyprosopus davouldjiani
Oxyprosopus davouldjiani är en skalbaggsart som beskrevs av Pierre Lepesme och Stefan von Breuning 1955. Oxyprosopus davouldjiani ingår i släktet Oxyprosopus och familjen långhorningar. Inga underarter finns listade i Catalogue of Life.